# Katie Lowes
Katie Quinn Lowes, née le 22 septembre 1982 dans le Queens, New York, État de New York, États-Unis, est une actrice américaine. 
Elle se fait connaître, après du grand public, par le rôle de Quinn Perkins aka Lindsay Dwier dans la série Scandal (2012-2018) sur ABC.

## Biographie

### Jeunesse et formation
Elle est diplômée de la Tisch School of the Arts, l'une des quinze écoles de l'université de New York (NYU).
Elle s’intéresse rapidement à la comédie et joue le rôle de Dorothy dans une adaptation du Magicien d'Oz,.

### Carrière
Katie a eu son premier rôle sur la chaîne FX dans la série Rescue Me : Les Héros du 11 septembre (Rescue Me) en 2004. 
En 2007, Katie cofonde la compagnie de théâtre IAMA à Los Angeles, il s'agit d'un groupe d'artistes visant à se connecter et à cultiver une nouvelle génération de public,.
En 2008, elle obtient son premier rôle régulier dans Easy Money sur The CW, elle y incarne Brandy Buffkin,.
Katie Lowes est apparue en tant que guest-star dans plusieurs séries comme Haine et Passion (Guiding Light), Damages, As the World Turns, Les Soprano (The Sopranos), FBI : Portés disparus (Without a Trace), NCIS, Ghost Whisperer, Swingtown, Castle, Leverage, Private Practice, Grey's Anatomy, et The Closer : L.A. enquêtes prioritaires, et quelques films comme Quarter Life Crisis, No Man's Land: The Rise of Reeker, Transformers 2 : La Revanche, The Job, Circle of Eight, Chris Weisberg Is Growing Bald, Bear, Callers, Phil Cobb's Dinner for Four, Super 8 et Café.
Avant d'obtenir le rôle qui va la révéler auprès du grand public, elle fait du baby-sitting pour la star de la série Nashville, Connie Britton. 
De 2012 à 2018, elle joue le rôle de Quinn Perkins (de son vrai nom Lindsay Dwier) dans la série de Shonda Rhimes sur ABC Scandal, avec entre autres Kerry Washington.

### Vie privée
Elle s'est mariée le 23 juin 2012 avec Adam Shapiro. Elle donne naissance, le 2 octobre 2017, à un garçon nommé Albee Quinn Shapiro. Elle donne naissance le 22 novembre 2020, à une fille nommée Vera Fay Shapiro.

## Filmographie

### Cinéma

#### Longs métrages
- 2006 : Quarter Life Crisis de Kiran Merchant : Gemini
- 2008 : No Man's Land - Reeker II de Dave Payne : L'interne à l’hôpital
- 2009 : Transformers 2 : La Revanche de Michael Bay : April
- 2009 : The Job de Shem Bitterman : Connie
- 2009 : Circle of Eight de Stephen Cragg : Elaine
- 2010 : Bear de Roel Reiné : Christine
- 2011 : Super 8 de J. J. Abrams : Tina
- 2011 : Butterfly Café de Marc Erlbaum : Kelly
- 2011 : Ghost Phone: Phone Calls from the Dead de Jeffrey F. Jackson : Mitzi
- 2011 : Phil Cobb's Dinner for Four de Laurene Williams : G-Friend
- 2012 : Les Mondes de Ralph de Rich Moore : Candlehead (voix originale)
- 2013 : Effets secondaires de Steven Soderbergh : L'organisatrice de la conférence
- 2013 : La Reine des neiges de Chris Buck et Jennifer Lee : Voix additionnelles (voix originale)
- 2014 : Les Nouveaux Héros de Don Hall et Chris Williams : Abigail (voix originale)
- 2016 : Zootopie de Byron Howard, Rich Moore et Jared Bush : Le blaireau médecin (voix originale)
- 2018 : Ralph 2.0 de Phil Johnston et Rich Moore : Candlehead (voix originale)

#### Courts métrages
- 2009 : Chris Weisberg Is Growing Bald de Payman Benz : Lexie
- 2011 : By the Time the Sun Is Hot de Brad Kester : La mariée
- 2014 : Feast de Patrick Osborne : Kirby (voix originale)
- 2015 : No She Wasn't de Daniel Goldstein : Carrie (également productrice exécutive)
- 2017 : La Reine des neiges : Joyeuses fêtes avec Olaf de Kevin Deters, Stevie Wermers : Voix additionnelle (voix originale)
- 2019 : A Million Eyes de Richard Raymond : Amber

### Télévision

#### Séries télévisées
- 2004 : Rescue Me : Les Héros du 11 septembre : La fille ensanglantée (saison 1, épisode 2)
- 2004-2005 : As the World Turns : Megan (2 épisodes)
- 2005 : Haine et Passion : L'infirmière Spector (1 épisode)
- 2005 : Damage control : Sorority Rushee (saison 1, épisode 7)
- 2006 : Les Soprano : Gillian (saison 6, épisode 5)
- 2006 : FBI : Portés disparus : Robin Olson (saison 5, épisode 10)
- 2007 : NCIS : Enquêtes spéciales : Bryn Landers (saison 4, épisode 22)
- 2008 : Ghost Whisperer : Julie Anderson (saison 3, épisode 14)
- 2008 : Swingtown : Liz (saison 1, épisodes 7 et 13)
- 2008-2009 : Easy Money : Brandy Buffkin (8 épisodes)
- 2009 : Castle : Rachel Maddox (saison 1, épisode 7)
- 2010 : Leverage : Ashley Moore (saison 3, épisode 5)
- 2010 : Private Practice : Kira / Kendra Walker (saison 4, épisodes 1 et 2)
- 2011 : I Made Out with Him Anyway : Stéphanie (saison 1, épisode 1)
- 2011 : Grey's Anatomy : La donneuse de sang (saison 7, épisode 22)
- 2011 : The Closer : L.A. enquêtes prioritaires : Andrea Hirschbaum (saison 7, épisode 3)
- 2012 : Royal Pains : Carrie (saison 4, épisode 4)
- 2012-2018 : Scandal : Quinn Perkins (124 épisodes)
- 2015 : Scheer-RL : Britney Spears (voix, 1 épisode)
- 2017 : Scandal: Gladiator Wanted : Quinn Perkins (5 épisodes)
- 2017-2018 : Voltron: Legendary Defender : Commandant Ladnok (voix, 3 épisodes)
- 2022: Inventing Anna : Rachel.
- 2022: This is Us : The Singer
- 2025 : New York, police judiciaire : Victoria Beyer (saison 24, épisode 11)

#### Téléfilm
- 2005 : Hate de Paris Barclay : Britney

### Clip vidéo
- 2010 : You're So Vain de Carly Simon : la petite amie

## Distinctions
Sauf indication contraire ou complémentaire, les informations mentionnées dans cette section proviennent de la base de données IMDb.

### Récompenses
- TV Guide Awards 2013 : Fan favorite Awards pour Scandal, prix partagé avec l'ensemble de la distribution de la série

## Voix françaises
- Céline Melloul dans :
  - Scandal[8] (série télévisée)
  - Christmas Takes Flight (téléfilm)

Et aussi
- Agnès Cirasse dans Les Soprano[9] (série télévisée)
- Garance Giachino dans Swingtown[10] (série télévisée)
- Véronique Rivière dans The Closer : L.A. enquêtes prioritaires[9] (série télévisée)
- Caroline Victoria dans Inventing Anna (mini-série)
- Charlotte Junière dans This Is Us[9] (série télévisée)